# Miguel Méndez (escritor)
Miguel Méndez (Bisbee, Arizona, 15 de junio de 1930-Tucson, Arizona, 31 de mayo de 2013) fue un escritor estadounidense en lengua española. Autor de la novela Peregrinos de Aztlán, obra clave de la literatura chicana.

## Biografía
Nace en Bisbee, Arizona. Sus padres fueron emigrantes mexicanos del estado de Sonora. Durante la Gran Depresión, la familia vuelve a México, y se instalan en El Claro donde cursa estudios primarios. Sin embargo, las necesidades económicas por las que pasa la familia obligan a Méndez a ponerse a trabajar con su padre de jornalero y albañil. 
En 1944 vuelve a Arizona, instalándose en Tucson, trabajando de día de albañil y formándose de manera autodidacta por las noches, leyendo muchísima literatura. Así, a mediados de los 60, comienza a escribir relatos cortos que publica en distintas revistas hispanas. Escribe en español, al considerarse mexicano indio, espalda mojada y chicano. 
En 1968 publica Tata Casehua con éxito y en 1970, se examina de profesor de español, comenzando a trabajar en Pima Communitary College. En 1974, empieza a dar clases en la Universidad de Arizona, jubilándose en 2000, y siendo nombrado profesor emérito.
Falleció en Tucson en 2013.

## Legado literario
Miguel Méndez ha escrito su obra, dentro de la literatura chicana, íntegramente en español. Adopta una corriente indigenista y su obra cumbre Peregrinos de Aztlán trata sobre la gente marginada en la zona fronteriza. Ha escrito varias novelas y cuentos para niños, como la refundición chicana del Libro de Calila y Dimna, llamada Cuentos para niños traviesos.
En 1996, publicó Entre letras y ladrillos (1996), novela autobiografiada.
Ha sido galardonado con el Premio Nacional de Literatura José Fuentes Mares en 1991. También ha sido propuesto para el Premio Nobel.

## Obras
- Tata Casehua (1968)
- El circo que se perdió en el desierto de Sonora.
- Peregrinos de Aztlán (1974).
- Poemas de los criaderos humanos: Épica de los desamparados y sahuaros (1975).
- Cuentos para niños malos (1980).
- El sueño de santa María de las Piedras (1986).
- Los muertos también cuentan (1992).
- Rio Santa Cruz.
- Entre letras y ladrillos (1996).